# Percanestriniella
Percanestriniella (лат.) — род панцирных клещей (Oribatida) из семейства Canestriniidae отряда Саркоптиформные клещи. 3 вида.

## Описание
Мелкие клещи (длина идиосомы около 0,5 мм. От близких групп отличаются следующими признаками: дорсальная поверхность идиосомы не сетчатая, серповидная или U-образная структура отсутствует; сеюгальная борозда присутствует; проподосомальный щит слабо развит, маленький. Супракоксальные волоски длинные, голые. Некоторые дорсальные волоски обычно утолщены. Копулятивная бурса в виде широко открытой буквы V, расположена задневентрально. Волоски se, cp , f2 и h2 хлыстовидные, всегда макросеты. Аподемы 1 соединены медиально, образуя Y-образную структуру. Вентральные волоски часто утолщены. Гнатосома не удлинённая, почти полностью покрыта проподосомой. Субунгунальные волоски на лапках I—IV хорошо развиты, шиповидные. Ассоциированы с жуками-жужелицами рода Carabus (Coleoptera: Carabidae, Carabus), под надкрыльями которых обнаружены.

## Классификация
Известно 3 вида. Род был впервые выделен в 2001 году и включён в состав семейства Canestriniidae. Род обладает сходством с Percanestrinia своей несетчатой спинной поверхностью, 6 волосками на тарзусе IV и формой тела у самцов, но отличается от него наличием шиповидных субунгунальных волосков на тарзусах I—IV (у Percanestrinia — шиповидные волоски), не увеличенными волосками на генуа III самцов (у Percanestrinia — сильно увеличенными). Хетотаксия тела и ног как у рода Photia. Семейство включают в надсемейство Canestrinioidea.
- Percanestriniella caucasica Khaustov et Eidelberg, 2001 — Краснодарский край (около озера Кардывач)
- Percanestriniella levis (Samsinàk , 1971) — Кыргызстан, Узбекистан
  - =Canestrinia levis
- Percanestriniella vlachiana (Samsinàk , 1971) — Индия (Кашмир)
  - =Canestrinia vlachiana